# Oberbrunn (Pittenhart)

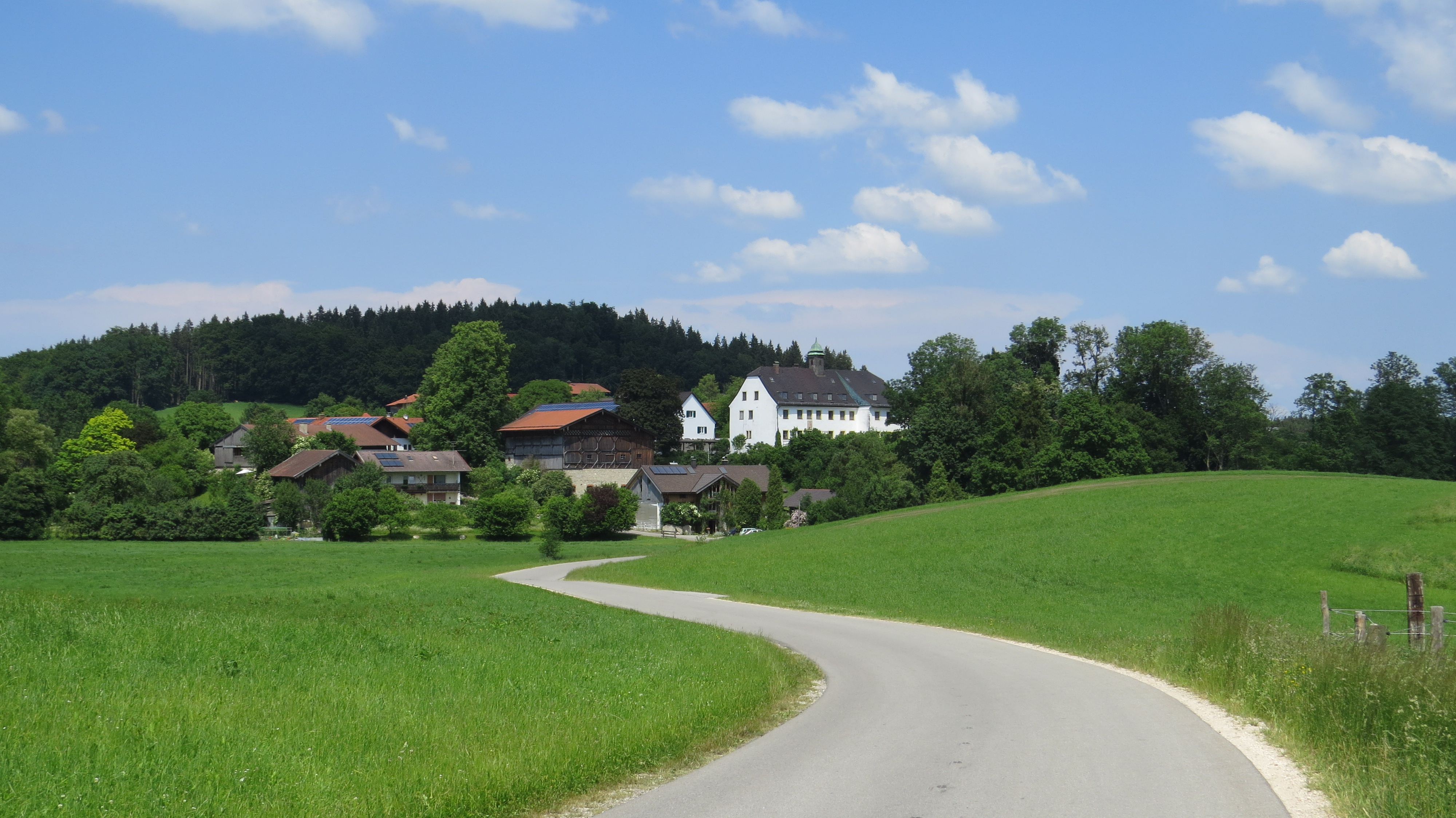
Oberbrunn von Südwesten

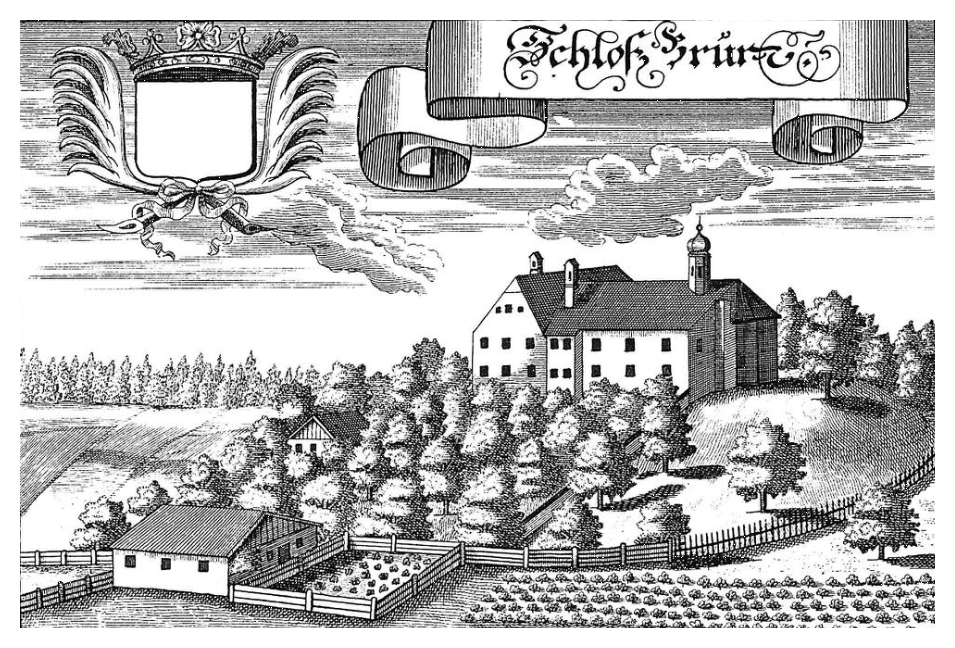
Schloss Oberbrunn von Michael Wening (um 1700)

Oberbrunn ist ein Gemeindeteil der Gemeinde Pittenhart im oberbayerischen Landkreis Traunstein. 

## Geschichte
Funde einer römischen Villa rustica und eines frühmittelalterlichen Reihengräberfeldes weisen auf eine alte Besiedlung hin. 
Das Dorf wurde erstmals 924 urkundlich genannt. 
Im Jahr 1531 erhielt Hans I. von Stuntheim von Herzog Wilhelm IV. die Hofmarksrechte über Ober- und Niederbrunn. Im Laufe der folgenden Jahrhunderte wechselten die Besitzer der Hofmark Oberbrunn und des Schlosses mehrfach.
Bie der Gemeindebildung in Bayern 1818 fügte man das Hofmarksgebiet Oberbrunn der neu formierten Gemeinde Pittenhart zu.

## Baudenkmäler
In der Liste der Baudenkmäler in Pittenhart sind für Oberbrunn fünf Baudenkmale aufgeführt, darunter:
- Schloss und Schlosskapelle